# Mitostoma cancellatum
Mitostoma cancellatum is een hooiwagen uit de familie aardhooiwagens (Nemastomatidae). De originele naamcombinatie (protoniem) was Nemastoma cancellatum Roewer, 1917. Een volgende naamrecombinatie werd gepubliceerd als Mitostoma cancellatum (Roewer, 1917) in Roewer 1951.